# Sfinks (Góra Zborów)
Sfinks – skała na wzniesieniu Góra Zborów w miejscowości Kroczyce, w województwie śląskim, w powiecie zawierciańskim, w gminie Kroczyce. Wzniesienie to należy do tzw. Skał Kroczyckich i znajduje się w obrębie rezerwatu przyrody Góra Zborów na Wyżynie Częstochowskiej. Sfinks znajduje się na południowo-wschodnim krańcu Góry Zborów, w przedłużeniu skalnego muru ciągnącego się od Skały z Sosną na północny wschód. Taką lokalizację tej skały podaje Geoportal, według innych jednak źródeł Sfinksem nazwano inną skałę na Górze Zborów.
Na szczycie skały rośnie sosna, południowo-wschodnia ściana Sfinksa opada na sporą polankę. Ściana jest pionowa lub przewieszona, nie wzbudziła jednak zainteresowania wspinaczy skalnych (brak jej w bazie topo).

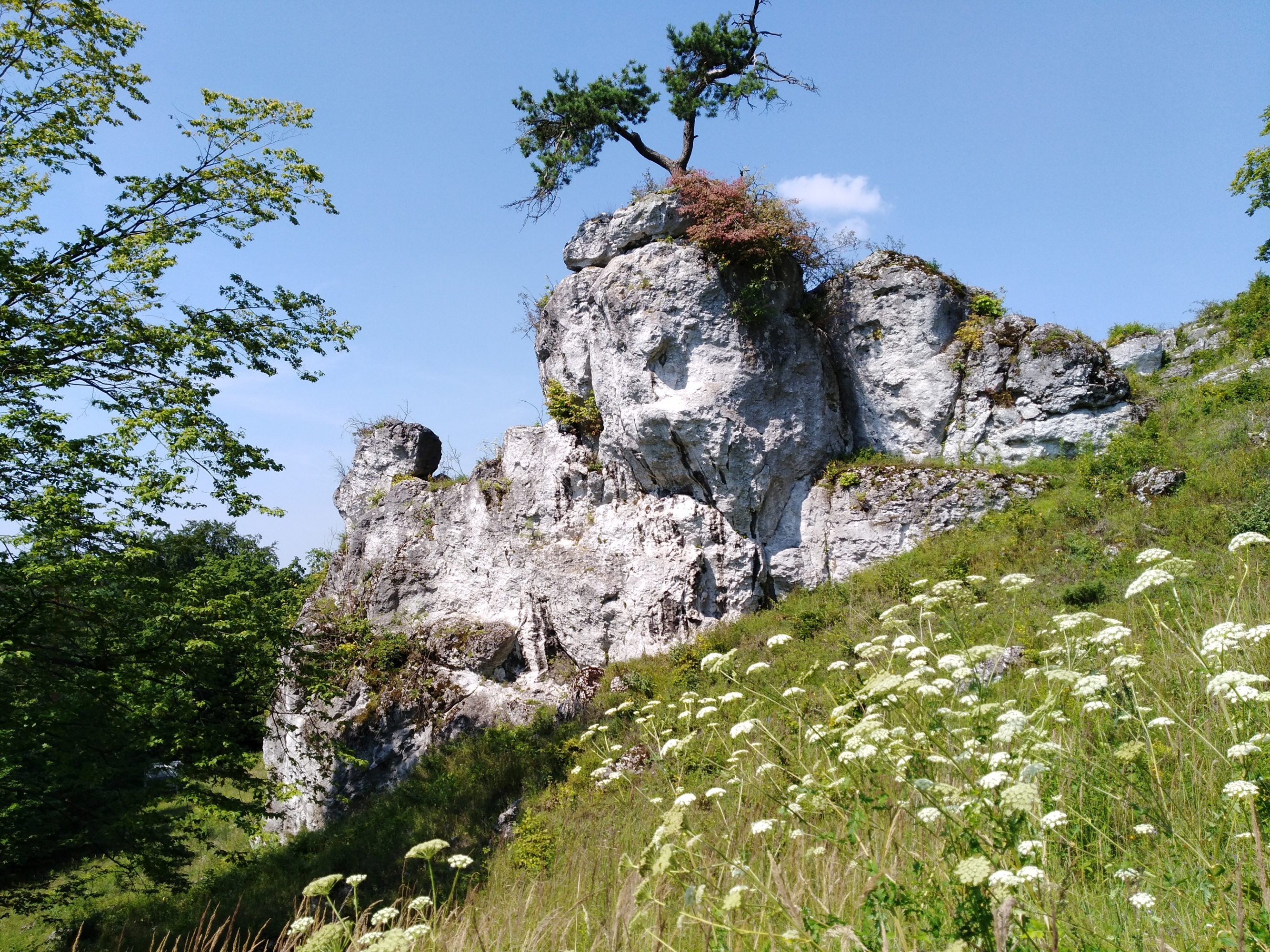
Formacja Sfinks